# Český atletický svaz
Český atletický svaz – czeska narodowa federacja lekkoatletyczna. Siedziba związku znajduje się w praskiej dzielnicy Strahov. Prezesem jest Libor Varhanik. Federacja jest jednym z członków European Athletics. 